# Шерлок Холмс в Вашингтоне
«Шерлок Холмс в Вашингтоне» (англ. Sherlock Holmes in Washington, 1943) — американский художественный фильм Роя Уильяма Нила, из серии фильмов посвященных приключениям Шерлока Холмса и доктора Ватсона с участием Бэйзила Рэтбоуна и Найджела Брюса.

## Сюжет
Британский агент был убит по дороге в США. Он хранил при себе секретный документ. Холмс выясняет, что документ у агента находился в виде микрофильма и едет в Вашингтон с Ватсоном, чтобы найти убийцу и вернуть документ.

## В ролях
- Бэзил Рэтбоун / Шерлок Холмс
- Найджел Брюс / доктор Ватсон
- Марджори Лорд /Нэнси Партридж
- Генри Дэниелл /Уильям Истер
- Джордж Зукко /Генрих Хинкель (Ричард Стэнли)
- Джон Арчер /Лейтенант Пит Мериам
- Тёрстон Холл /сенатор Генри Бэбкок